# Grigoris Varfis
Grigoris Varfis (griechisch Γρηγόρης Βάρφης; * 2. Januar 1927 in Athen; † 10. September 2017 ebenda) war ein griechischer sozialistischer Politiker.
Im zweiten Halbjahr 1983 war Varfis Präsident des Rats der Europäischen Union. Später war er vom 24. Juli 1984 bis zum 5. Januar 1985 Mitglied des Europäischen Parlaments und vertrat dort die Interessen der Sozialistischen Partei (PASOK). Anschließend war er bis 1989 EG-Kommissar für Beziehungen zum Europäischen Parlament und Regionalpolitik (1985) und anschließend Strukturinstrumente und Verbraucherschutz (1986 bis 1989) in der ersten Kommission von Jacques Delors.

## Biographische Quelle
- Grigoris Varfis in der Abgeordneten-Datenbank des Europäischen Parlaments

| Personendaten    | Personendaten                 |
| ---------------- | ----------------------------- |
| NAME             | Varfis, Grigoris              |
| ALTERNATIVNAMEN  | Βάρφης, Γρηγόρης (griechisch) |
| KURZBESCHREIBUNG | griechischer Politiker, MdEP  |
| GEBURTSDATUM     | 2. Januar 1927                |
| GEBURTSORT       | Athen                         |
| STERBEDATUM      | 10. September 2017            |
| STERBEORT        | Athen                         |